# 牧山景天
牧山景天（学名：Sedum pratoalpinum）是景天科景天属的植物，是中国的特有植物。分布在中国大陆的青海、四川等地，生长于海拔4,300米至4,600米的地区，多生在高山草地以及山顶裸露地，目前尚未由人工引种栽培。